# Route 246 (Nouvelle-Écosse)
Pour les articles homonymes, voir Route 246.
La route 246 est une route secondaire de la Nouvelle-Écosse d'orientation est-ouest située dans le nord-ouest de la province, dans la région de Tatamagouche. Elle relie principalement la route 4 à cette ville. Elle est une route faiblement empruntée par les automobilistes. De plus, elle mesure 25 kilomètres, et est une route asphaltée sur l'entièreté de son tracé.

## Tracé
La route 246 débute à Wentworth, sur la route 4, tout juste au nord du centre de ski de Wentworth. Elle commence par se diriger vers l'est pendant 15 kilomètres, jusqu'à West New Annan, où elle croise la route 256 et bifurque vers le nord-est. Elle se termine 10 kilomètres au nord, dans le centre de Tatamagouche, sur la route 6, la rue principale de la ville.

## Intersections principales
|                     |                |    |                                         |                           |
| Comté               | Location       | km | Intersection/Destinations               | Notes                     |
| Comté de Cumberland | Wentworth      | 0  | R-4, vers R-104, Amherst, Oxford, Truro | extrémité ouest de la 246 |
| Comté de Colchester | West New Annan | 15 | R-256 est, The Falls                    |                           |
| Comté de Colchester | Tatamagouche   | 25 | R-6, Pugwash, Pictou, Amherst           | extrémité est de la 246   |

## Communautés traversées

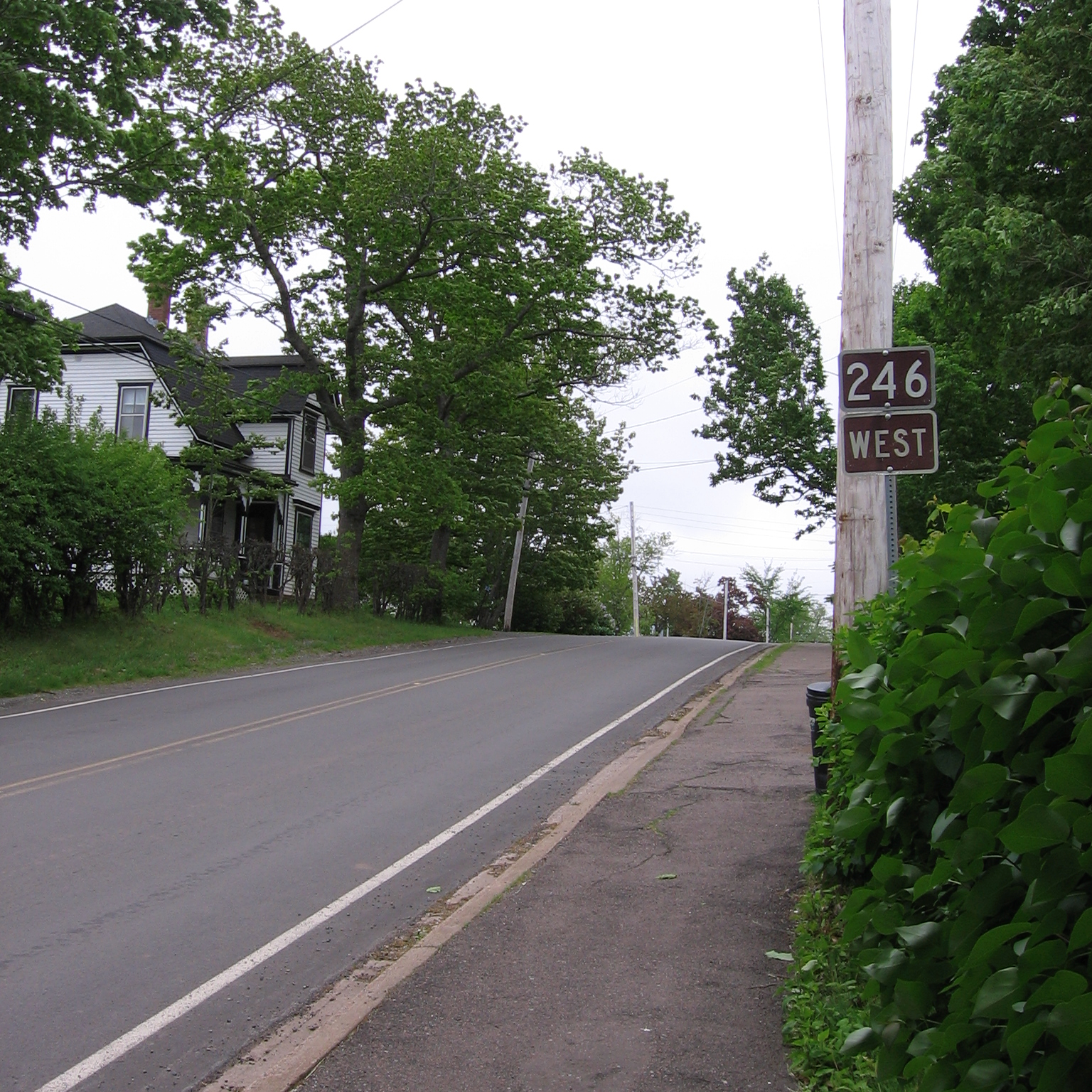
La route 246, près de West New Annan.

1. Wentworth
2. East Wentworth
3. West New Annan
4. Oliver
5. Tatamagouche